# Can Batista (Susqueda)
Can Batista és una masia de Susqueda (Selva) inclosa a l'Inventari del Patrimoni Arquitectònic de Catalunya.

## Descripció
Can Batista és una de les cases del nucli de Sant Martí Sacalm. És un edifici de petites dimensions, de dues plantes i coberta de doble vessant a façana. Actualment hi ha una construcció encara més petita, amb sostre d'uralita, adossada al vessant nord. El seu estat de conservació és deficient i té el sostre parcialment enfonsat.
Té dues obertures a la part esquerra de la façana: la porta principal i una finestra a sobre. Les dues obertures són emmarcades de pedra i tenen llindes monolítiques. La llinda de la porta, esquerdada i amb un senzill arc de descàrrega format per dues peces, conté un medalló gravat amb decoració vegetal i la data de 1792.
L'aparell constructiu és fet a base de pedra calcària, per a la maçoneria, i pedra sorrenca, per a les cantonades i els emmarcaments.
Malgrat haver estat habitat fins fa poc, l'aparença de la casa és més aviat la d'un magatzem o paller, ja que la façana principal dona a ponent.

## Història
Aquesta casa de petites dimensions fou construïda o reformada el 1792 i podria estar relacionada amb la veïna Can Marc fent de masoveria.
Està deshabitada des del 1997.